# Salman Shah
Shahriar Chowdhury Emon (19 de septiembre de 1971 - 6 de septiembre de 1996; conocido por su nombre artístico Salman Shah) fue un actor de Bangladés. Comenzó su carrera con el primer episodio de la serie de televisión Pathor Shomoy. También apareció como modelo en anuncios de televisión.

## Carrera
Shah consiguió su avance en la película  Keyamot Theke Keyamot  en 1993. Fue dirigida por Sohanur Rahman Sohan. La película fue un remake de una película india llamada Qayamat Se Qayamat Tak, lanzado en 1988. Comenzó su carrera como actor en el drama de televisión. Actuó en un total de 27 películas. Su carrera cinematográfica se asoció con primero Moushumi y luego Shabnur.

## Filmografía
| Año  | Título                | Rol          | Dirección           | Coestrellas          | Notas                        |
| ---- | --------------------- | ------------ | ------------------- | -------------------- | ---------------------------- |
| 1993 | Keyamot Theke Keyamot | Raj          | Moushumi            | Sohanur Rahman Sohan | debut en el cine             |
| 1994 | Tumi Amar             |              | Jahirul Haque       | Shabnur              | Primera película con Shabnur |
| 1994 | Antore Antore         |              | Shibly Sadik        | Moushumi             |                              |
| 1994 | Shujon Shokhi         | Shujon       | Shah Alam Kiran     | Shabnur              |                              |
| 1994 | Bikkhov               |              | Mohammad Hannan     | Shabnur              |                              |
| 1994 | Sneho                 |              | Gazi Mazharul Anwar | Moushumi             |                              |
| 1994 | Prem Juddho           |              | Jibon Rahman        | Lima                 |                              |
| 1995 | Denmohor              | Sarowar      | Shafi Bikrampuri    | Moushumi             |                              |
| 1995 | Konna dan             |              | Delwar Jahan Jhantu | Lima                 |                              |
| 1995 | Shopner Thikana       | Shumon       | M A Khalek          | Shabnur              |                              |
| 1995 | Anjuman               |              | Hafiz Uddin         | Shabnaz              |                              |
| 1995 | Moha Milon            | Shantto      | Dilip Shom          | Shabnur              |                              |
| 1995 | Asha Bhalobasha       | Akash        | Tomiz Uddin Rizvi   | Shabnaz              |                              |
| 1996 | Bichar Hobe           | Shujon       | Shah Alam Kiran     | Shabnur              |                              |
| 1996 | Ei Ghar Ei Shongshar  | Mintu        | Malek Afsari        | Brishti              |                              |
| 1996 | Priyojon              | Jibon        | Rana Nasser         | Shilpi               |                              |
| 1996 | Tomake Chai           | Shagor       | Motin Rahman        | Shabnur              |                              |
| 1996 | Shopner Prithibi      | Masum        | Badol Khondokar     | Shabnur              |                              |
| 1996 | Sotyer Mrittu Nei     | Joy          | Chotku Ahmed        | Shahnaz              |                              |
| 1996 | Jibon Songshar        | Shobuj       | Zakir Hossen Raju   | Shabnur              |                              |
| 1996 | Mayer Odhikar         | Robin        | Shibly Sadik        | Shabnaz              |                              |
| 1996 | Chaowa Theke Paowa    | Shagor       | M M Sarker          | Shabnur              |                              |
| 1997 | Prem Piyashi          | Hridoy       | Reza Hasmat         | Shabnur              |                              |
| 1997 | Shopner Nayok         | Raju/Rasel   | Nasir Khan          | Shabnur              |                              |
| 1997 | Shudhu Tumi           | Akash        | Kazi Morshed        | Shama                |                              |
| 1997 | Ananda Ashru          | Dewan Khasru | Shibly Sadik        | Shabnur              |                              |
| 1997 | Buker Bhetor Agun     | Agun         | Chutku Ahmed        | Shabnur              |                              |

## Televisión

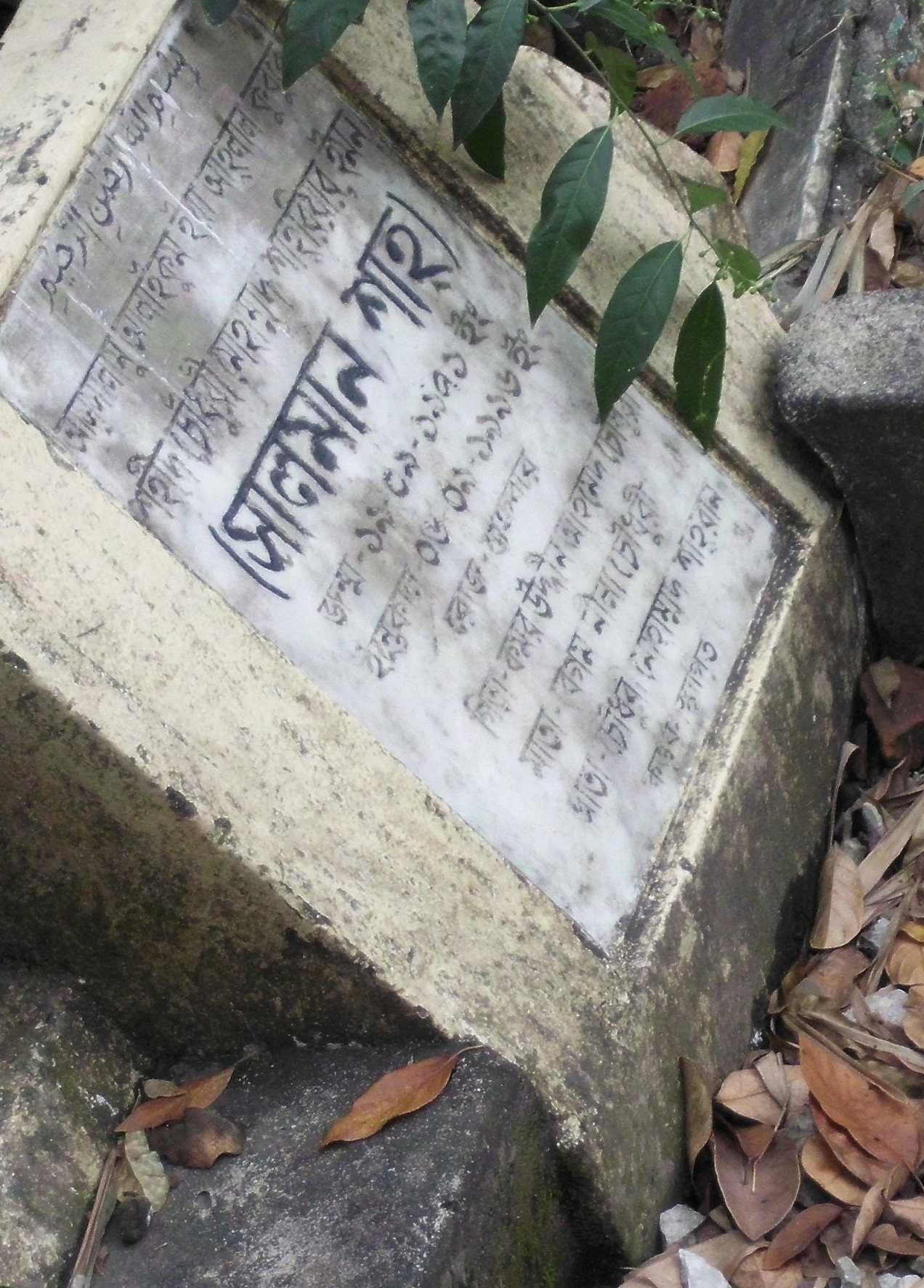
Epitaph of Salman Shah's grave at Sylhet.

| Año  | Espectáculos         | Rol         |
| ---- | -------------------- | ----------- |
| 1993 | Pathor Shomoy        | Desconocido |
| 1993 | Etikotha             |             |
| 1994 | Akas Choya           |             |
| 1994 | Doyal                |             |
| 1995 | Sob Pakhi Ghore Fere |             |
| 1995 | Nayon                | Sultan      |
| 1996 | Sopner prithibi      |             |
| 1988 | Shaikotey Sharosh    | Rabbi       |

## Deceso
Murió el 6 de septiembre de 1996. Fue encontrado colgando del techo de su dormitorio.